# Newellton
Newellton és una població dels Estats Units a l'estat de Louisiana. Segons el cens del 2000 tenia 1.482 habitants.

## Demografia
Segons el cens del 2000, Newellton tenia 1.482 habitants, 536 habitatges, i 376 famílies. La densitat de població era de 752,9 habitants/km².
Dels 536 habitatges en un 37,3% hi vivien nens de menys de 18 anys, en un 34,5% hi vivien parelles casades, en un 30% dones solteres, i en un 29,7% no eren unitats familiars. En el 26,9% dels habitatges hi vivien persones soles l'11,9% de les quals corresponia a persones de 65 anys o més que vivien soles. El nombre mitjà de persones vivint en cada habitatge era de 2,63 i el nombre mitjà de persones que vivien en cada família era de 3,19.
Per edats la població es repartia de la següent manera: un 32% tenia menys de 18 anys, un 7,8% entre 18 i 24, un 23,8% entre 25 i 44, un 19,6% de 45 a 60 i un 16,9% 65 anys o més.
L'edat mediana era de 35 anys. Per cada 100 dones de 18 o més anys hi havia 72 homes.
La renda mediana per habitatge era de 17.457 $ i la renda mediana per família de 21.029 $. Els homes tenien una renda mediana de 23.333 $ mentre que les dones 14.519 $. La renda per capita de la població era de 9.365 $. Entorn del 33,8% de les famílies i el 38,4% de la població estaven per davall del llindar de pobresa.

## Poblacions més properes
El següent diagrama mostra les poblacions més properes.